# Jean-Patrick Nduwimana
Jean-Patrick Nduwimana (* 9. Mai 1978) ist ein burundischer Leichtathlet, der sich auf den Mittelstreckenlauf spezialisiert hatte.

## Sportliche Laufbahn
Nduwimana trat bei den Olympischen Sommerspielen 2000 in Sydney und 2004 in Athen an. Dabei kam er in Sydney über 800 m und vier Jahre später in Athen ebenfalls über 800 m jeweils bis ins Halbfinale.
Bei den Goodwill Games 2001 in Brisbane gewann er über 800 m die Silbermedaille.
Er trat für das Leichtathletikteam der University of Arizona an und wurde zweimal Meister der National Collegiate Athletic Association.
Seine persönliche Bestzeit von 1:42.81 mi, vom August 2001 ist noch immer der nationale Rekord von Burundi. Ebenso seine Bestleitung über 400 m mit 46,32 s.